# Mahler Günster Fuchs
Mahler Günster Fuchs ist ein deutsches Architekturbüro mit Sitz in Stuttgart.

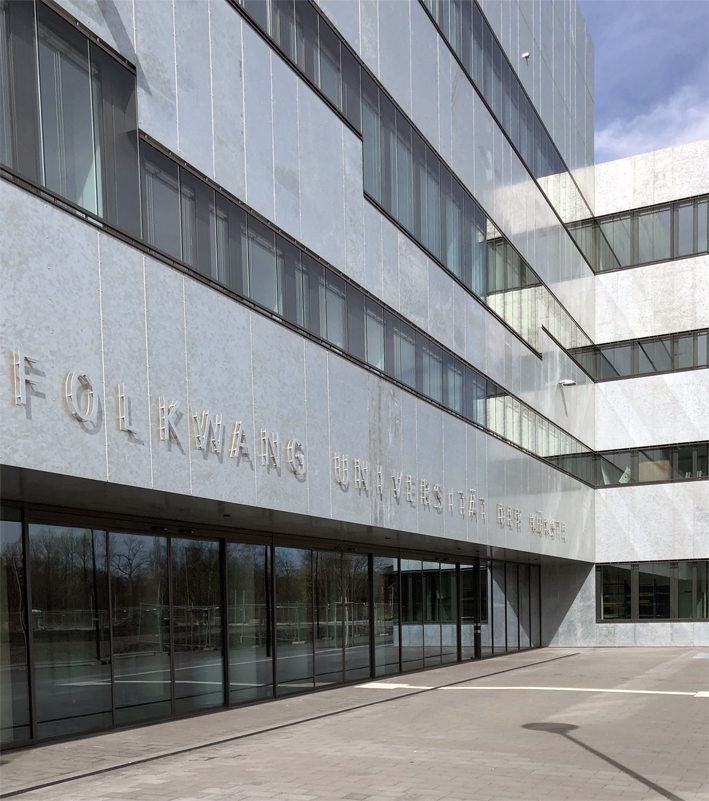
Folkwang Universität der Künste, Essen

## Geschichte
1990 gründeten Hartmut Fuchs, Klaus Mahler und Armin Günster das Architekturbüro Mahler Günster Fuchs in Stuttgart.

## Partner

### Hartmut Fuchs
Fuchs besuchte zwischen 1962 und 1971 das Gymnasium in Ludwigsburg. Anschließend studierte er von 1971 bis 1978 Architektur an der Universität in Stuttgart. 2013 wurde Fuchs zum Dekan der Technischen Hochschule Nürnberg im Fachbereich Architektur gewählt, dieses Amt hatte er bis 2018 inne.

### Klaus J. Mahler
Nach dem Abitur am altsprachlichen Zug des Eberhard-Ludwigs-Gymnasiums Stuttgart studierte er an der Universität Stuttgart Architektur. 1966 machte er sein Diplom und arbeitete im Anschluss einige Jahre im Architekturbüro Kammerer und Belz in Stuttgart. 1970 gründete er in seiner Heimatstadt ein eigenes Büro. Von 1975 bis 1981 war Mahler Professor für Baukonstruktion an der Fachhochschule Köln, danach bis zu seiner im Jahre 2003 erfolgten Emeritierung Professor für Baukonstruktion und Entwerfen an der Universität Kaiserslautern.

### Armin Günster
Günster studierte Architektur zwischen 1979 und 1986 in Kaiserslautern und Darmstadt. 1989 wurde er in den Bund Deutscher Architekten berufen. 2002 wurde er Professor an der Hochschule in Karlsruhe.

## Bauten
- 1993–1994: Gewerbeschule, Durlach

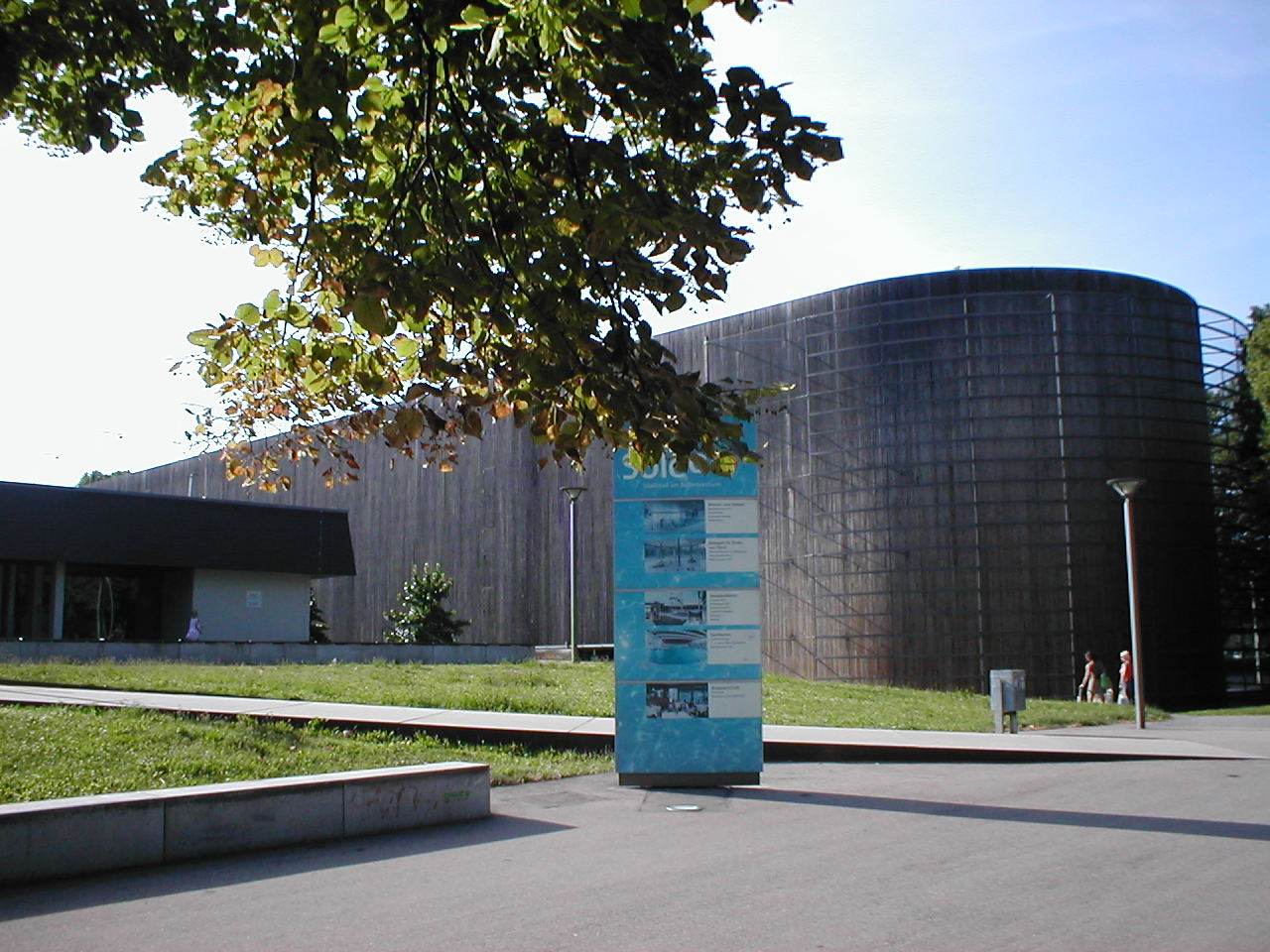
Parkhaus am Bollwerksturm, Heilbronn

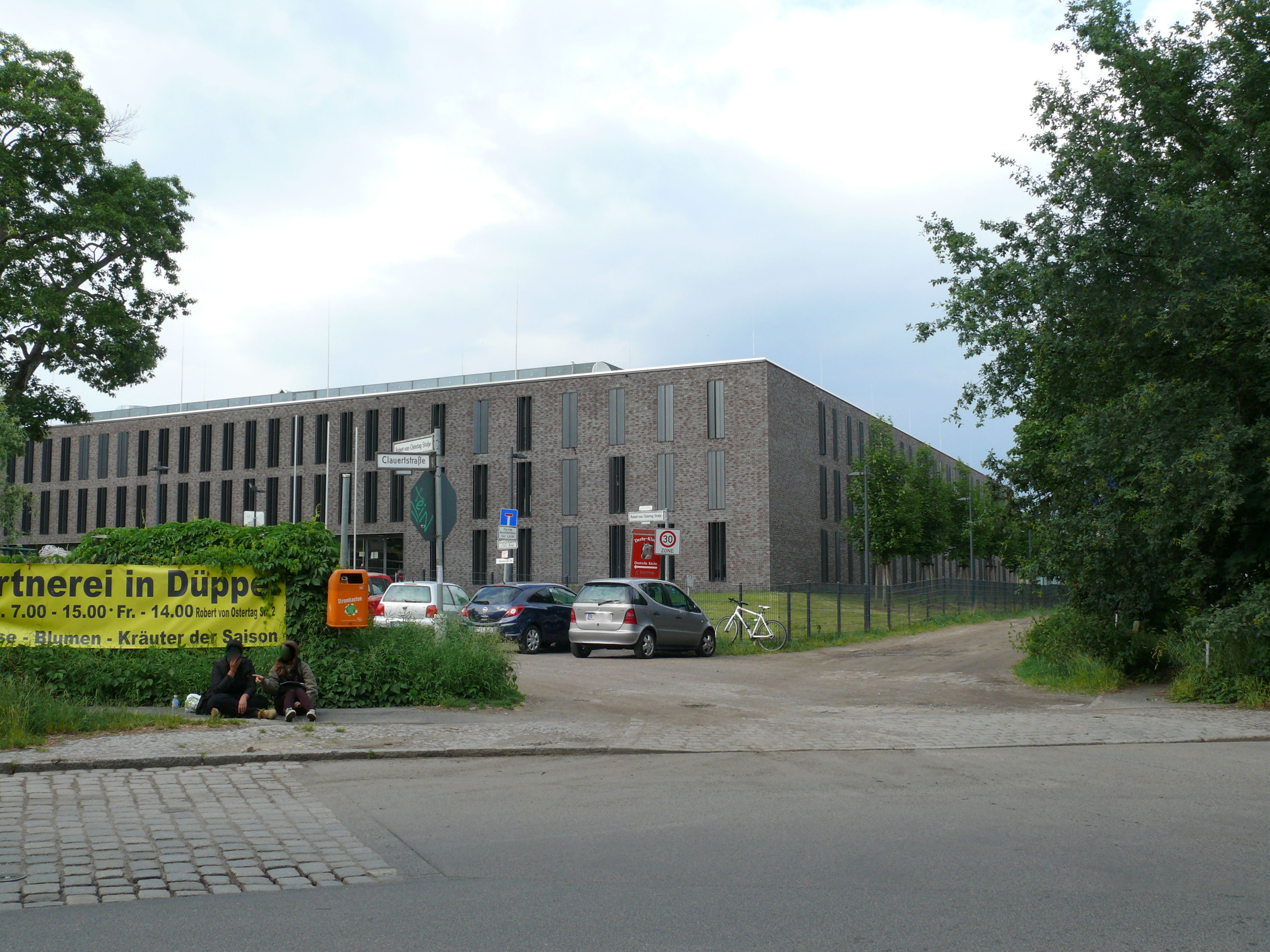
Justizvollzugsanstalt, Düppel

- 1996–1999: Finanzamt, Schwarzenberg
- 1999–2001: Fachhochschule für Gestaltung, Wiesbaden
- undatiert: Seniorenwohnanlage, Neuenbürg
- undatiert: Grund- und Hauptschule, Riem mit merz kley partner
- 2000: Parkhaus am Bollwerksturm, Heilbronn[6]
- 2000–2005: Deutsche Botschaft Tokio
- 2001–2004: Fachoberschule- und Berufsoberschule, Memmingen
- 2002–2006: Hochschule, Aalen
- 2005: Verfügungs- und Funktionsgebäude im Talklinikum, Tübingen
- 2004–2010: Erweiterung Hochschule Pforzheim – Fakultät für Gestaltung, Pforzheim
- 2005–2010: Justizvollzugsanstalt Düppel
- 2006: Erweiterung Hochschule Aalen
- 2008: Seniorentreff, Reinbek
- 2009–2012: Kindertagesstätte, Frankfurt am Main
- 2009–2013: Institut für Transurane, Karlsruhe
- 2013: Mensa Universität Greifswald
- 2014: Kindertagesstätte, Rödelheim
- 2014: Grundschule, Rietberg
- 2014: Aula- und Hörsaalgebäude Hochschule Aalen
- 2016: HTWG Konstanz Seminargebäude, Konstanz
- 2017/2018: Folkwang Universität der Künste auf dem Gelände der Zeche Zollverein, Essen

## Auszeichnungen und Preise
- 1980: BDA-Preis Baden-Württemberg
- 1981: Hugo-Häring-Preis für Hauptschule, Dischingen
- 1982: Preis des Deutschen Stahlbaues
- 1989: Deutscher Naturwerksteinpreis
- 1990: Preis des Deutschen Stahlbaues
- 1990: Mies van der Rohe Preis – Auszeichnung
- 1991: Hugo-Häring-Preis für Blendstatthalle, Schwäbisch Hall
- 1996: Balthasar-Neumann-Preis – Anerkennung
- 1997: Hugo-Häring-Preis für Gewerbeschule, Karlsruhe-Durlach
- 1998: Holzbaupreis Bayern für Grund- und Hauptschule, Riem
- 1999: BDA-Preis Bayern für Grund- und Hauptschule, Riem
- 2000: Hugo-Häring-Preis für Parkhaus am Bollwerksturm, Heilbronn
- 2001: Renault Traffic Award für Parkhaus am Bollwerksturm, Heilbronn
- 2005: Deutscher Holzbaupreis für Fachober- und Berufsoberschule, Memmingen
- 2007: 2. Preis – Verzinkerpreis für Architektur und Metallgestaltung für Erweiterung Hochschule Aalen
- 2011: Hugo-Häring-Preis für Hochschule Aalen – Cafeteria auf dem Burren
- 2012: Hugo-Häring-Preis für Erweiterung Hochschule Pforzheim – Fakultät für Gestaltung, Pforzheim
- 2013: Anerkennung – Verzinkerpreis für Architektur und Metallgestaltung für Justizvollzugsanstalt Düppel
- 2018: Deutscher Fassadenpreis für vorgehängte hinterlüftete Fassaden für Folkwang Universität der Künste,  Essen

## Ehemalige Mitarbeiter
- 1994–1997: Florian Nagler